# 菲律賓河流列表
菲律賓河流列表，列舉菲律賓境內的河流，並依照流域排列。支流則由河口至源頭排序。

## 呂宋島
- 卡加延河
- 巴石河
  - 馬利金納河
- 阿格諾河

## 民答那峨島
- 民答那峨河